# آرتور اندروز (بازیکن فوتبال، زاده ۱۸۹۱)
آرتور اندروز (انگلیسی: Arthur Andrews; ۱ آوریل ۱۸۹۱ – ۲۴ سپتامبر ۱۹۶۴) بازیکن فوتبال اهل بریتانیا بود.
از باشگاه‌هایی که در آن بازی کرده‌است می‌توان به باشگاه فوتبال کاوز اسپورتز، باشگاه فوتبال ساوت‌همپتون، باشگاه فوتبال لیمنگتون، و باشگاه فوتبال بلکپول اشاره کرد.